# Parti civique magyar
Ne doit pas être confondu avec Fidesz.
Le Parti civique magyar (en hongrois : Magyar Polgári Párt, MPP, en roumain : Partidul Civic Maghiar, PCM) est un parti politique ethnique représentant, avec l'Union démocrate magyare de Roumanie (UDMR), les Hongrois de Roumanie. Le PCM se distingue de l'UDMR par son orientation à droite et sa focalisation sur la fédéralisation de la Roumanie et l'autonomie régionale du Pays sicule. Il n'est pas représenté au Parlement roumain.

## Idéologie
Le principal objectif du Parti civique magyar est l'autonomie territoriale du pays sicule, une région peuplée majoritairement de Sicules de Transylvanie.